# Astronia foxworthyi
Astronia foxworthyi är en tvåhjärtbladig växtart som beskrevs av Adolph Daniel Edward Elmer. Astronia foxworthyi ingår i släktet Astronia och familjen Melastomataceae. Inga underarter finns listade i Catalogue of Life.